# ماكسي بيرغر
ماكسي بيرغر (بالإنجليزية: Maxie Berger) مواليد 23 فبراير 1917 في مونتريال - الوفاة 01 أغسطس 2000 في مونتريال، كان ملاكم محترف كندي صنّف ضمن فئة وزن الوسط. حقق الميدالية الفضية في دورة ألعاب الإمبراطورية البريطانية 1934.

## إحصائيات
خاض خلال مسيرته 131 نزالا، فاز في 98 وتعادل في 9 وخسر في 23. فاز بالضربة القاضية في 25 نزالا.

## الميداليات
| الميدالية | المسابقة                                |
| --------- | --------------------------------------- |
| فضية      | دورة ألعاب الإمبراطورية البريطانية 1934 |

## روابط خارجية
- ماكسي بيرغر على موقع بوكس ريك (الإنجليزية) (registration required)